# Zara (zangeres)
Zafira Pasjajevna Mgojan (Russisch: Зарифа Паша́евна Мгоян, Leningrad, 26 juli 1983), beter bekend onder haar artiestennaam Zara (Russisch: Зара) is een Russische zangeres. 

## Biografie
Zafira Mgojan werd in een familie van Jezidi's geboren. Haar familie komt oorspronkelijk uit de Armeense stad Gjoemri. Als kind was Mgojan al met muziek bezig en ging naar de lokale muziekschool. In haar tienerjaren deed ze mee aan verschillende zangcompetities in binnen- en buitenland, waaronder ook de Slavjanski Bazaar. Haar eerste album Serdtse Dzjoeljetty bracht ze op zestienjarige leeftijd uit. 
Haar doorbraak na haar deelname aan de talentenjacht Fabrika Zvjozd in 2006. Ze eindigde daar uiteindelijk derde, achter Dmitri Koldoen en Arseni Borodin. Viktor Drobysj werd na het programma haar producer en schreef ook haar eerste single Ljoebov-krasavitsa. Daarna nam ze deel aan het programma Dva zvezdy, waar ze met Dmitri Pevtsov tweede eindigde. 
In 2016 kreeg Mgojan de eervolle titel Geëerd Artiest van de Russische Federatie. Ze zong in december 2016 voor het Russische leger dat gestationeerd zat in Syrië. Een jaar later hield ze haar jubileumconcert in een van de zalen van het Kremlin. Ook hield ze dat jaar een concert op de Slavjanski Bazaar. 

## Privéleven
Mgojan praktiseerde tot 2004 het yezdanisme, daarna bekeerde ze zich tot de Russisch-Orthodoxe Kerk. Ze trouwde voor het eerst in 2004, maar dat huwelijk liep al snel op de klippen. In 2008 trouwde ze met farmaceut Sergej Ivanov, met wie twee kinderen kreeg. In 2016 scheidde ze van Ivanov.

## Discografie

### Albums
- Serdtse Dzjoeljetty (1999)
- Zara (2000)
- Tam, gde tetsjot reka (2002)
- Zara (2003)
- Ne ostavljaj menja odnoe (2004)
- Ja ne ta (2007)
- Dlja nejo (2009)
- V tjomnych glazach tvoich (2013)
- #Millimetry (2016)